# Chalcoscirtus flavipes
Chalcoscirtus flavipes är en spindelart som först beskrevs av Lodovico di Caporiacco 1935.  Chalcoscirtus flavipes ingår i släktet Chalcoscirtus och familjen hoppspindlar. Inga underarter finns listade i Catalogue of Life.